# Greuelscenen von Wildensbuch
Als Greuelscenen von Wildensbuch oder kurz Greuel von Wildensbuch gingen die Ereignisse um den Tod der beiden Wildensbucher Schwestern Margaretha Peter und Elisabetha Peter, Töchter des Johannes Peter, eines Bauern im Zürcher Dorf Wildensbuch (heute ein Ortsteil vom Trüllikon), in die Literatur ein. Die beiden Schwestern wurden im März 1823 von den Mitgliedern einer Charismatischen religiösen Gruppierung getötet, der sie selbst angehörten. Margaretha Peter, die Anführerin der Gruppe, liess sich auf eigenen Wunsch hin kreuzigen.
Die Gruppe in Wildensbuch, die Teil eines pietistischen Netzwerks war, stand in einem sich immer mehr zuspitzenden Konflikt mit der Zürcher Obrigkeit. Mit ihrer Propagierung von Ehelosigkeit und Vermeidung von weltlicher Arbeit ging Margaretha Peter auf direkten Konfrontationskurs mit den Interessen und Ansichten der Obrigkeit und stellte die etablierte soziale Ordnung in Frage. Vermutlich zu Beginn der 1820er-Jahre erhöhten die Behörden langsam den Druck auf die Gemeinschaft in Wildensbuch. Die Zusammenkünfte im Haus von Johannes Peter wurden durch die Polizei erschwert, und schliesslich 1821 verboten.
Am 13. März 1823 versammelte sich die Gruppe erneut im Haus des Wildensbucher Bauern. Ihre Mitglieder begannen damit, auf Holzblöcke einzuhacken, worauf sich wegen des Lärms eine grosse Menschenmenge vor dem Haus versammelte. Inwiefern sich die Mitglieder der Gemeinschaft durch die Neugier der Aussenstehenden bedroht fühlten, ist schwer einzuschätzen. Margaretha Peter bezeichnete die Leute vor dem väterlichen Haus als Heer des Teufels. Schliesslich sahen sich die Behörden zum Eingreifen gezwungen.
Landjäger unter Leitung des Oberamtmannes von Andelfingen lösten die Versammlung im Hause Peter auf. Ein Teil der Anwesenden wurden zum Verhör aufgeboten.
Am Freitagabend, den 14. März, rief Margaretha Peter die noch anwesenden Personen erneut dazu auf, in die obere Kammer zu kommen, worauf sie dort die ganze Nacht hindurch beteten und auf Anweisung ihrer Anführerin hin gegen den Satan kämpften.
In der Nacht wurden Elisabetha Peter und ihre Schwester Margaretha von den im Haus versammelten Personen getötet. Letztere war zuvor auf eigenen Wunsch hin gekreuzigt worden.
Die Ereignisse rund um den Tod der beiden Schwestern können mit dem heuristischen Modell von David Bromley als „Dramatic Denouement“ als „dramatischer Niedergang“ einer charismatisch geführten religiösen Gruppierung verstanden werden.
Ein Konglomerat verschiedener kultureller und sozialer sowie exogener und endogener Faktoren war letzten Endes für die Eskalation im März 1823 und den Ausbruch von Gewalt verantwortlich. Nach dem Modell von David Bromley führten die latenten Spannungen in der Beziehung zwischen der Obrigkeit und der Wildensbucher Gemeinschaft zu repressivem Druck von Seiten der Behörden und zu einem sich intensivierenden Konflikt, der in einer finalen Abrechnung, einem „Dramatic Denouement“, endete, das die Behörden mit sogenannten „sealing acts“ abschlossen. Die Selbstaufopferung der beiden Schwestern kann als eine Art von Exodus, eine Flucht vor den Repressionen der Obrigkeit, gesehen werden. Die Kreuzigung Margaretha Peters vor ihrem Tod war zugleich vermutlich als imitatio Christi, als Nachvollziehung der Leidensgeschichte von Christus, gedacht.